# Féral Benga
Pour les articles homonymes, voir Benga.

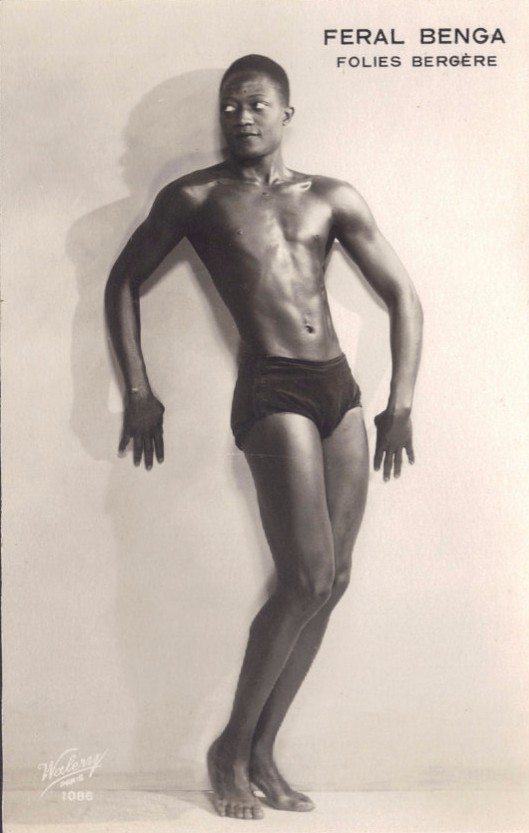
Carte postale de Féral Benga aux Folies Bergère par Stanisław Julian Ignacy Ostroróg.

François Benga, dit Féral Benga, né le 8 juillet 1906 à Dakar (Sénégal), mort le 13 septembre 1957 à Paris 14e, est un danseur et chorégraphe sénégalais installé en France, devenu un modèle recherché du mouvement Harlem Renaissance, notamment par le sculpteur Richmond Barthé et par les photographes Carl Van Vechten et George Platt Lynes.

## Biographie
François Benga est le petit-fils illégitime d'un des plus riches propriétaires fonciers de Dakar. Sa famille paternelle, lébou, est aisée et francisée, tandis que sa famille maternelle, sérère, exerce des activités de guérisseur. Son père a été éduqué chez les missionnaires catholiques à Montpellier, et travaille dans l'administration coloniale française au Sénégal.
François devient choriste pour les missionnaires tout en recevant une éducation laïque à l’école communale. En 1923, accompagnant son père à l'occasion d'un de ses voyages en France, il décide de s'installer à Paris, où son oncle paternel François-Xavier Benga exerce la profession d'avocat depuis son inscription au barreau en 1913.
Après son entrée dans le monde du spectacle et de la danse, il adopte le nom de scène de « Féral » (adjectif qu'on applique à une espèce domestique retournée à l'état sauvage).
Il mène alors une vie d'artiste adulé et libre, tant sur le plan professionnel que sentimental et sexuel. Des artistes renommés, sculpteurs ou photographes, qui admirent sa beauté plastique, lui proposent de poser comme modèle. Son père le déshéritera pour « avoir une vie dissolue et avoir embrassé la blanchitude »,.
Vers la fin de sa vie, il épouse une cousine paternelle Eliane Benga (1918-1994) dont il a un fils né en 1955.
François Benga décède à l'hôpital Cochin à Paris d'une embolie pulmonaire,, à l’âge de 51 ans.
Il repose dans la division 8 N°18C (concession expirant en 2028) du cimetière Saint-Denis à Châteauroux, où son oncle paternel était devenu bâtonnier en 1935,.

## Carrière
Vers 1923, Féral Benga accompagne son père en France qui y voyage régulièrement, et il décide de s'installer à Paris. En 1926, les Folies Bergère, qui recherchent des figurants noirs pour les danses exotiques alors à la mode, l'engagent pour la revue « La Folie du jour », dont Joséphine Baker, qui porte une ceinture de bananes, est la vedette, tandis qu'il joue du tam-tam. Il en fait une imitation comique dans un autre tableau. La presse le qualifie d'« Étoile noire »,  de « Mercure noir », de « bel Adonis nègre », de « splendide danseur noir » ou encore de « dieu de bronze »,,.
En 1930, Féral Benga joue dans Le Sang d'un poète, un film d'avant-garde réalisé par Jean Cocteau et financé par Charles de Noailles.
En France, il est la vedette des Folies Bergère : pendant une brève période, sa partenaire de danse est Myrtle Watkins.
À l'été 1934, Richmond Barthé part en tournée à Paris. Ce voyage lui permet de faire connaissance de l'art classique, mais aussi d'interprètes tels que Féral Benga et Joséphine Baker . Il tombe sous le charme de Féral Benga, ce qui l'amène à faire une sculpture de lui en 1935.
En 1935, le partenaire de Féral Benga, Geoffrey Gorer, écrit Africa Dances, qu'il lui dédie. C'est le résultat d'un voyage qu'ils ont fait en Afrique en 1933 dans le but d'étudier les danses indigènes. Cyril Connolly dira plus tard « Il n'y avait qu'un seul livre que je possédais : Africa Dances (Faber, 1935) de Geoffrey Gorer décrivant une tournée qu'il fit avec le danseur sénégalais Féral Benga avant la dernière guerre. Benga avait ouvert une boîte de nuit à Paris ; j'y suis allé et j'ai été submergé par la puissance de sa danse et la magie de ses rythmes de batterie ».
Au milieu des années 30, Féral Benga est peint par James A. Porter, en Soldat sénégalais.
De retour à Manhattan, Benga est une icône gay. Il évolue dans les cercles de Harlem Renaissance et entretient également une brève liaison avec Kenneth Macpherson, en couple, à l'époque, avec un chanteur afro-américain, Jimmie Daniels. En 1938, Féral Benga est peint par Pavel Tchelitchew, tandis que le tableau Deposition est la propriété de Lincoln Kirstein.
De retour à Paris en 1947, Féral Benga possède un bar, la Rose rouge, au 53 rue de la Harpe. Le club présente un cabaret africain, avec tous les artistes interprètes africains étudiant dans les universités parisiennes. Le bar attire une clientèle jeune, dont Nico, Mireille, et Jean Rougeul, qui ouvre le club attenant, Le Club de la Rose Rouge.

## Hommages
Il figure dans le recueil Portraits de France, qui présente 318 personnalités issues des Outre-Mer, des anciennes colonies ou de l’immigration, élaboré en 2021 pour le compte du ministère de la Cohésion des territoires en vue d’aider à la diversification des noms de rues ou de bâtiments publics en France.  
La Maison de la danse à Lyon rend hommage à Féral Benga en présentant en ligne une chorégraphie de James Carlès dénommée Tam Tam, du nom d'un ballet qu'il a produit en 1943 à l'Olympia.